# Mohamed Mursal Sheikh Abdirahman
Mohamed Mursal Sheikh Abdirahman (en somali : Maxamed Mursal Sheikh Cabduraxman) est un homme politique et diplomate somalien.

## Carrière
Il a été ambassadeur de Somalie en Turquie[Quand ?].
Il a été par la suite nommé à plusieurs ministères dont celui de la défense et celui de l'énergie et des ressources en eau.

## Sources et références
- (en) Cet article est partiellement ou en totalité issu de l’article de Wikipédia en anglais intitulé « Mohamed Mursal Sheikh Abdurahman » (voir la liste des auteurs).